# Neutron Star Collision (Love Is Forever)
Neutron Star Collision (Love Is Forever) är en låt av det engelska rockbandet Muse, som skall vara med på soundtracket till den kommande filmen The Twilight Saga: Eclipse, 2010. Låten spelades in av bandet 2010 och släpptes som huvudsingel från albumet den 17 maj 2010. Låten finns att köpa som en digital nedladdning från bandets officiella hemsida, bland flera andra digitala källor.

## Bakgrund
Låten tillkännagavs först på Stephenie Meyers officiella hemsida. Hela låten sändes på BBC Radio 1 19:30 måndagen den 17 maj 2010, under Zane Lowe's show, där man också kunde höra en intervju med Matthew Bellamy. Bellamy förklarade att låten skrevs precis efter att han gjorde slut med sin långsiktiga flickvän i slutet av 2009, som han varit tillsammans med i drygt 10 år. När han skulle förklara låten sa han att han skrev den som när man är i början av ett förhållande och tror att allt ska hålla för alltid. Det finns funderingar på om han försöker förmedla ett budskap till henne genom låten, med tanke på hur texten i refrängen och bryggan ändras genom låten.
En 30-sekunders förhandsvisning av musikvideon finns att se på MTVs webbplats. Muse's låt Supermassive Black Hole medverkade i den första Twilight-filmen och deras låt I Belong to You från den senaste skivan The Resistance medverkade i New Moon. Detta för att författaren till böckerna är ett stort Muse-fan och hon sa en gång att om det inte hade varit för vissa av deras låtar så hade inte vissa scener i böckerna funnits.

## Låtlista
1. Neutron Star Collision (Love Is Forever) - 3:50

## Banduppsättning
- Matthew Bellamy - sång, gitarr
- Christopher Wolstenholme - bas, bakgrundssång
- Dominic Howard - trummor